# Tenuipalpidae
Tenuipalpidae zijn  een familie van mijten. Bij de familie zijn 34 geslachten met circa 895 soorten ingedeeld.

## Taxonomie
De volgende taxa zijn bij de familie ingedeeld:
- Geslacht Aegyptobia Sayed, 1950
- Geslacht Afronychus M. K. P. Smith-Meyer, 1979
- Geslacht Australopalpus Smiley & Gerson, 1995
- Geslacht Brevipalpus Donnadieu, 1875
- Geslacht Cenopalpus Pritchard & Baker, 1958
- Geslacht Capedulia M. K. P. Smith-Meyer, 1979
- Geslacht Coleacarus M. K. P. Smith-Meyer, 1979
- Geslacht Colopalpus Pritchard & Baker, 1958
  - Colopalpus hibiscus Xu & Zhang, 2021
- Geslacht Crossipalpus Smiley, Frost & Gerson, 1996
- Geslacht Cyperacarus Beard & Ochoa, 2011
- Geslacht Dolichotetranychus Sayed, 1938
- Geslacht Gahniacarus Beard & Ochoa, 2011
- Geslacht Krugeria M. K. P. Smith-Meyer, 1979
- Geslacht Larvacarus Baker & Pritchard, 1952
- Geslacht Lisaepalpus Smiley & Gerson, 1995
- Geslacht Macfarlaniella Baker & Pritchard, 1962
- Geslacht Meyeraepalpus Smiley, Frost & Gerson, 1996
- Geslacht Neoraoiella Mohanasundaram, 1996
- Geslacht Obdulia Pritchard & Baker, 1958
- Geslacht Obuloides Baker & Tuttle, 1975
- Geslacht Pentamerismus McGregor, 1949
- Geslacht Phyllotetranychus Sayed, 1938
- Geslacht Phytoptipalpus Trägårdh, 1904
- Geslacht Priscapalpus de Leon, 1961
- Geslacht Pseudoleptus Bruyant, 1911
- Geslacht Raoiella Hirst, 1924
  - Raoiella australica Womersley, 1940
  - Raoiella camur Chaudhri & Akbar, 1985
    - = Raoiella camur Akbar, 1990

  - Raoiella empedos Chaudhri & Akbar, 1985
    - = Raoiella empedos Akbar, 1990:75

  - Raoiella eugenia (Mohanasundaram, 1996)
    - = Neoraoiella eugenia Mohanasundaram, 1996

  - Raoiella indica Hirst, 1924
    - = Rarosiella cocosae Rimando, 1996

  - Raoiella macfarlanei Pritchard & Baker, 1958
  - Raoiella neotericus Chaudhri & Akbar, 1985
    - = Raoiella neotericus Akbar, 1990

  - Raoiella obelias Hasan & Akbar, 2000
  - Raoiella pandanae Mohanasundaram, 1985
  - Raoiella phoenica Meyer, 1979
  - Raoiella rahii Akbar & Chaudhri, 1987
  - Raoiella shimapana Meyer, 1979
- Geslacht Raoiellana Baker & Tuttle, 1972
- Geslacht Rarosiella Rimando, 1996
- Geslacht Tegopalpus Womersley, 1940
- Geslacht Tenuilichus M. Mohanasundaram, 1988
- Geslacht Tenuipalpus Donnadieu, 1875[2]
  - Tenuipalpus orchidofilo Moraes & Freire, 2001[3]
- Geslacht Terminalichus Anwarullah & Khan, 1974
- Geslacht Ultratenuipalpus Mitrofanov, 1973